# Добровольська-Завадська Надія Олексіївна
Надія Олексіївна Добровольська-Завадська (за іншими даними — Олександрівна) (13 (25) вересня 1878, Київ, Російська імперія — 21 жовтня 1954, Мілан, Італія) — російсько-французька лікарка і науковиця українського походження[джерело?], хірургиня, радіобіологиня, генетикиня, онкологиня. Здобувши освіту і фах хірурга, працювала за спеціальністю до громадянської війни в Росії (1917—1921). Опинилася в еміграції у Франції, де виконала свої основні наукові роботи, що стосуються впливу радіації на тканини та органи живих тварин, генетики індивідуального розвитку, генетичних та зовнішніх причин раку. Одна з піонерок у розумінні розвитку організму як зміни експресії генів, що надалі призвело до злиття генетики і описової ембріології з появою генетики розвитку як окремої науки. Створила декілька чистих ліній мишей як моделей захворювань людини.
Була одружена з письменником Веніаміном Завадським.

## Біографія

### Життя в Росії (1878—1920)
Надія Добровольська народилася у Києві або, за іншими даними, в Козятині Бердичівського повіту Київської губернії. Походила з дворянської родини. Батько — Олексій Федорович Добровольський, землемір-таксатор, мати — Тетяна Міхеївна. Закінчила Фундуклеївську жіночу гімназію із золотою медаллю.
Вступила до Жіночого медичного інституту, де навчалася впродовж 1899—1904 років та здобула медичну освіту за фахом хірургії. Під час навчання протягом 1902—1904 років працювала ординаторкою у клініці професора Максима Субботіна. Після закінчення інституту працювала земською лікаркою у Вятській губернії. 1907 року Надію Добровольську призначили помічницею прозектора, а пізніше — приват-доценткою кафедри оперативної хірургії Жіночого медичного інституту. 1911 року здобула докторський ступінь з медицини. З 1914 року була надштатною лікаркою Обухівської лікарні Петрограду.
Пізніше працювала ординарною професоркою Юр'ївського університету (Дерпт, зараз Тарту, Естонія). Після евакуації університету до Воронежа, Надія Добровольська-Завадська впродовж 1920—1921 років вперше в Росії стала завідувачкою кафедри хірургії.
За іншими даними, під час громадянської війни в Росії Добровольська опинилася у лавах медичної служби «білої гвардії», з якою і відступила 1920-го року до Криму. Звідти емігрувала на пароплаві «Румунія» через Туреччину до Єгипту, де перебувала у таборі для біженців з Росії поблизу містечка Тель-ель-Кебір. 1921 року дісталася Парижу.

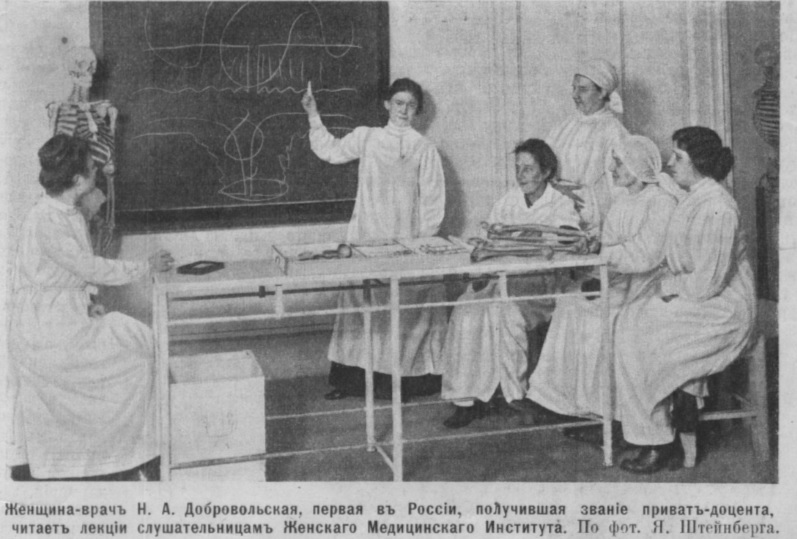
Надія Добровольська читає лекцію слухачкам Жіночого медичного інституту в Петрограді (1914)

### Життя у Франції (1921—1954)
Чоловіком Добровольської був Веніамін Завадський, поет та прозаїк, що писав під псевдонімом Корсак (іноді помилково чоловіком вказується біолог А. М. Завадський).
Працювати за фахом хірургині Надія Добровольська-Завадська не могла, оскільки тогочасне французьке законодавство забороняло займатися медичною практикою лікарям без французького медичного диплому, а здобути медичну освіту дорослому іноземцю було важко. Вона вимушена була змінити професію та вступити з 1 жовтня 1921 року до Пастерівської лабораторії новоствореного Радієвого інституту у Парижі. Там і пропрацювала до кінця життя. Спочатку її керівником був професор Клод Рего, після його смерті 1940 року вона стала керівницею лабораторії.
Спогади про Надію Добровольську-Завадську та її чоловіка залишив філософ та релігієзнавець Василь Зеньківський. Також Добровольську згадав у щоденнику російський математик-емігрант Володимир Костіцин. Разом з ним Добровольська була членкинею меншовистської організації «Єдність», але в еміграції відійшла від соціал-демократичних поглядів.
Надія Добровольська-Завадська була членкинею правління Товариства російських лікарів імені Мечникова, Російської академічної групи, Російської секції Міжнародної федерації університетських жінок, Об'єднання російських лікарів за кордоном. Після смерті чоловіка 1944 року видала серію його творів: «Рим» (1949), «Один: роман з життя еміграції» (1951), «Вдвох: роман з життя еміграції» (1951), «З усіма разом» (1952).
Померла під час поїздки до Мілану. Похована на Великому кладовищі Мілану.

## Внесок у науку
Під час роботи в Росії Надія Добровольська спеціалізувалася на судинній хірургії. 1912 року вона запропонувала з'єднувати судини різного діаметру, перетинаючи їх під кутом. Авторка близько 20 наукових статей з хірургії, зокрема щодо впливу втрати крові на роботу травної системи. На честь науковиці названий незалежно виявлений нею ефект зниження пульсу при стисненні артерії вище артеріовенозної аневризми — симптом Добровольської-Ніколадоні.
Професор Рего і Надія Добровольська спрямували свої зусилля на невивчену в ті часи тему — вплив радіації на живі організми. Добровольська дослідила зміни у м'язовій та сім'яниковій тканині. За кілька років вона взялася за вивчення спадкових змін у мишей під дією іонізуючої радіації. З двох виявлених упродовж 5 років мутацій одну не вдавалося отримати у чистій лінії. Вона була названа Brachyury («короткохвоста») або «ген Т» (від англ. tail — хвіст), через те, що у її носіїв був дуже короткий хвіст. Детальний ембріологічний аналіз показав, що чисту лінію не вдається вивести, бо носії обох мутантних копій гену вмирають ще на ранній ембріональній стадії. Мутація поводилась як домінантна, тобто виявлялася й в гетерозиготному стані, проте Добровольська була впевнена, що її суттю є втрата функції гену. Це було підтверджено молекулярними генетиками 60 років по тому.

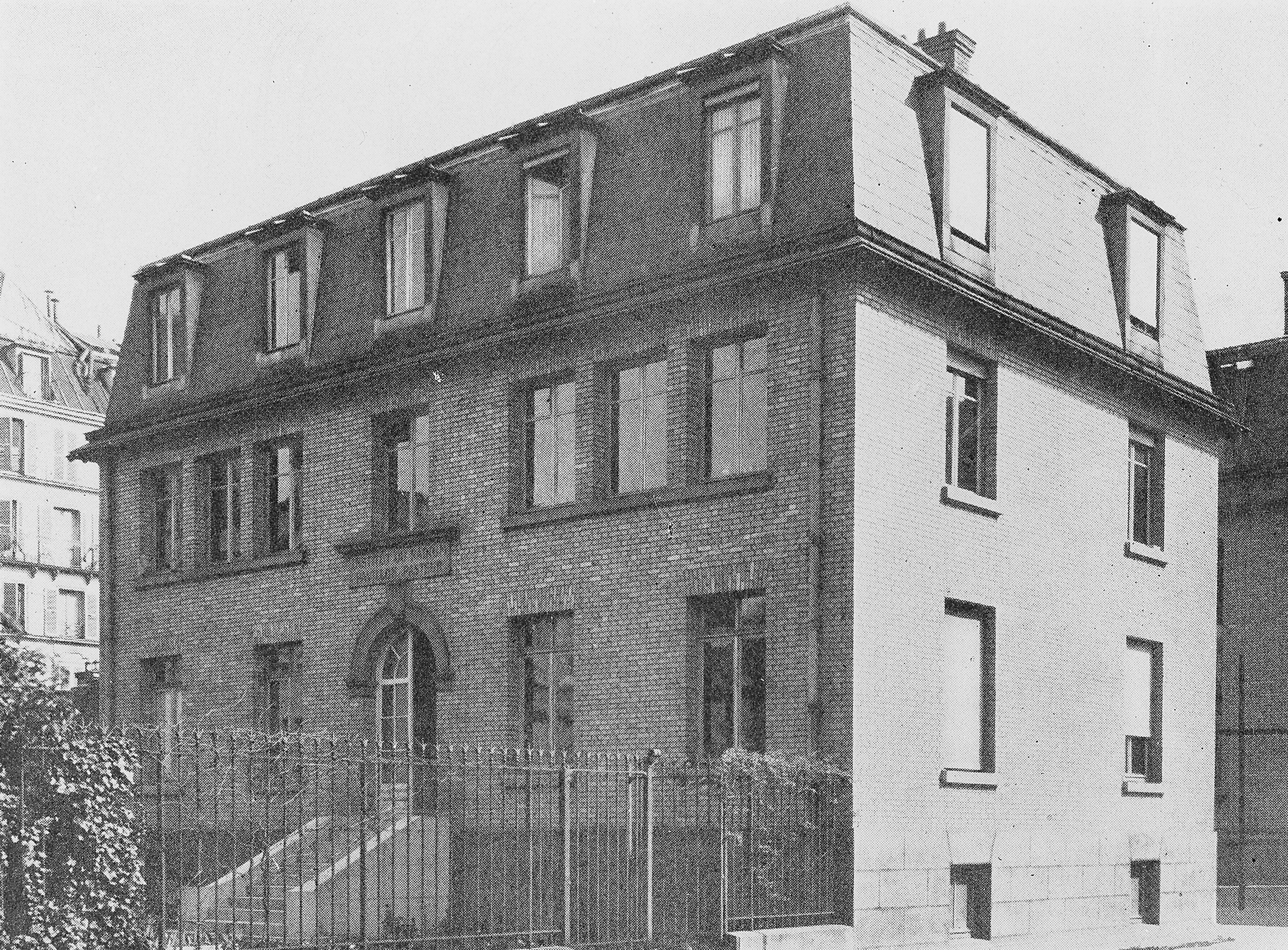
Пастерівська лабораторія Радієвого інституту (1929)

Пізніше Надія Добровольська виявила нові «короткохвості» мутації у лабораторії та в природі. Частина цих мутацій призводила до видозміни хвоста незалежно від Т-гену, інші вивлялися лише в його присутності. Добровольська запропонувала гіпотезу, що постулювала високе значення цієї мутації для біології розвитку тварин. За цією гіпотезою, процес формування органу в ембріогенезі запускається одним геном, а набуття ним особливих рис, на кшталт розміру чи форми, регулюються низкою допоміжних генів. При цьому мутації головного гену призводять до зникнення органу завдяки неможливості його утворення в ембріогенезі, а при закріпленні таких мутацій у процесі еволюції відбувається поява видів, що відрізняються від близьких родичів відсутністю того чи іншого органу, як наприклад безхвостих мишей чи приматів. На початку XXI століття ця гіпотеза підтвердилася, а також стало відомо, що головні гени, відповідальні за розташування і появу органів, дуже консервативні у різних видів, тоді як допоміжні гени формотворення можуть дуже відрізнятися за послідовністю. Разом з Добровольською-Завадською над проблемою короткохвостої мутації в лабораторії працював молодий біохімік Микола Кобозєв.
Віддавши 1933 року лінію короткохвостих мутантів групі американських генетиків Пола Чеслі (англ. Paul Chesley) та Леслі Данна, Надія Добровольська заглибилась у вивчення механізмів розвитку онкологічних пухлин. Вона показала, що до захворювання на рак призводить специфічна взаємодія між генетичною схильністю і зовнішніми чинниками. Схрещуючи окремі лінії мишей із підвищеною частотою появи пухлин, вона створила декілька генетичних моделей онкологічних захворювань, які дозволили іншим науковцям дослідити механізми злоякісного перетворення клітин при різних типах раку. Зокрема завдяки її лінії RIII було відкрито вірус карциноми молочної залози.
Надія Добровольська — авторка більш як ста наукових робіт. 1937 року нагороджена премією Французької академії наук за дослідження в галузі спадковості раку.

## Викладацька діяльність та популяризація науки
Починаючи з 1925 року, Надія Добровольська виступала з доповідями у Товаристві російських хіміків, Товаристві російських лікарів імені Мечникова, Російській академічній групі, Російському науковому інституті та інших наукових та громадських організаціях. Читала курс радіології у Паризькому університеті, курси загальнодоступних лекцій в Спілці лікарів при Російському студентському християнському русі (1932) й Об'єднанні сестер милосердя Російського товариства Червоного Хреста (1935).
Є авторкою кількох праць з філософії науки, зокрема публіцистичних статей у журналах «Грані» та в працях Міжнародного філософського з'їзду.

## Викривлення біографії в джерелах
Біографія Надії Добровольської містить багато білих плям через малу увагу до долі дослідниці, незважаючи на високу цитованість її праць і через 70 років після їх публікації. У різних джерелах є неузгодженості й помилки щодо особи її чоловіка, роботи у Воронезькому університеті тощо. У науково-популярній книжці «Дивна біологія», яка вийшла в Росії 2006 року, письменниця І. Дроздова припустилася цілої низки біографічних помилок, переповівши історію відкриття гену Brachyury: ім'я Н. Добровольської наведене як «Неллі», місцем роботи у 1920-х роках вказаний Ризький університет (хоча в той час у Ризі був лише один університет — Латвійський), сама вона станом на 1927 рік названа «молодою російською дослідницею», 1928 року Н. Добровольська з М. Кобозєвим ніби-то в перший раз поїхали з Риги до Парижу, відкриття летальності гомозигот з Т-мутацією приписане Данну тощо. Подібні помилкові подробиці біографії Надії Добровольської-Завадської описані на сторінках 26—27 радянського задачника з генетики.

## Основні наукові публікації

### Хірургія
- К учению о влиянии кровопотерь на пищеварительные процессы: Эксперим. исслед.: Дис. на степ. д-ра мед. Н. А. Добровольской / Из Патол. каб. Имп. Ин-та эксперим. мед. - Спб.: Тип. Имп. Акад. наук, 1911. - [2], 140 с.: ил., 6 л. табл.; 22 см. - Библиогр.: с. 137
- Н. А. Добровольская. Общедоступная гигиена / Спб.: "Наука и искусство", О. Ривош и К°, [1911]. - 64 с.; 12 см. - (Б-ка "Наука и искусство"; № 4)
- Венный шов с помощью расширяющих просвет сосуда приемов и его применение к сосудистым операциям на человеке / [Соч.] Н. А. Добровольской; Из Патол. каб. в Ин-те эксперим. медицины. - [Спб.]: Тип. Я. Трей, [1913]. - 24 с.: ил.; 21 см. - Отт. из "Рус. врача". № 18, 1913 г. - Библиогр.: с. 22-24. - Без тит. л. и обл.
- Добровольская Н. А. К учению о ранениях сосудов и травматических аневризмах. Русск. врач. 1916; 49: 1164; Там же. 50: 1187; Там же. 51: 1210; Там же. 52: 1225.
- Добровольская, Н. А. (1916). Оперативная техника в области подключичных сосудов [Operative technique in region of subclavial vessels]. Русский врач. 15: 537.

### Вплив іонізуючої радіації на тканини
- Dobrovolskaïa-Zavadskaïa N. Modifications des fibres striees sous l'influence d'irradiations prolongees au moyen de foyers radiferes introduits dans les muscles. // J de Radiol et d'Electr. — 1924. — № 2. — P. 49—61.
- Dobrovolskaïa-Zavadskaïa N. Etudes sur les effets produits par les rayons X dans le testicule de la Souris // Arch d.Anat micr. — 1927. — № 23. — P. 396—438.
- Dobrovolskaïa-Zavadskaïa N. L'irradiation des testicules et l'heredite chez les souris // Arch de Biologie. — 1928. — № 38. — P. 457—501.

### Генетика розвитку
- Dobrovolskaïa-Zavadskaïa N. Sur la mortification spontanée de la queue chez la souris nouveau-née et sur l'existence d'un caractère (facteur) héréditaire "non-viable". // Crit Rev Soc Biol. — 1927. — № 97. — P. 114—116.
- Dobrovolskaïa-Zavadskaïa N. The problem of species in view of the origin of some new forms in mice. // Biol Rev. — 1929. — № 4. — P. 327—351.
- Dobrovolskaïa-Zavadskaïa N., Kobozieff N, Veretennikoff S. Etude morphologique et genetique de la brachyourie chez les descendants de souris a testicules irradies. // Arch de Zool Exp. — 1934. — № 76. — P. 249—258.
- Dobrovolskaïa-Zavadskaïa N., Kobozieff N. Sur la reproduction des souris anoures. // C R Soc Biol. — 1927. — № 97. — P. 116—118.
- Dobrovolskaïa-Zavadskaïa N., Kobozieff N. Les souris anoures et a queue filiforme qui se reproduisent entre elles sans disjonction. II // C R Soc Biol. — 1932. — № 110. — P. 782—784.
- Dobrovolskaïa-Zavadskaïa N. Contribution a l'etude de la structure genetique d'un organ. // C R Soc de Biol. — 1928. — № 99. — P. 1140—1143.

### Експериментальна онкологія
- Dobrovolskaïa-Zavadskaïa N. Heredity of Cancer. // Am J Cancer. — 1933. — № 18. — P. 357-379.
- Dobrovolskaïa-Zavadskaïa N. Hereditary and environmental factors in the origin of different cancers. // J Genet. — 1940. — № 40. — P. 157—170.

### Філософія науки
- Dobrovolskaïa-Zavadskaïa N. (1944). La vie, organisatrice de la matière. Revue Philosophique de la France et de l'Étranger. Presses Universitaires de France. 134 (7/9): 233—246.
- Dobrovolskaïa-Zavadskaïa N. (1953). The “Gnosism”, a Scientifico-Philosophical Conception Giving Account of the Orderliness and Freedom in Nature: 20—25. doi:10.5840/wcp1119536160.
- Н. А. Добровольская-Завадская. Явление жизни в научном освещении [Архівовано 1 жовтня 2020 у Wayback Machine.]  // Грани.— 1952.— № 15.— С. 103-112